# Купчино (муниципальный округ)
Ку́пчино — муниципальный округ № 73 в составе Фрунзенского района Санкт-Петербурга.
Граница округа проходит от улицы Белы Куна по оси Бухарестской улицы до проспекта Славы, по оси проспекта Славы до западной стороны полосы отвода Витебского направления железной дороги, на север по западной стороне полосы отвода Витебского направления железной дороги до улицы Фучика, откуда по оси улицы Фучика - до Будапештской улицы, затем - по оси Будапештской улицы до улицы Белы Куна, далее - по оси улицы Белы Куна до Бухарестской улицы.
Название округа происходит от названия исторического района Купчино.

## Население
| 2002    | 2010    | 2012    | 2013    | 2014    | 2015    | 2016    |
| ------- | ------- | ------- | ------- | ------- | ------- | ------- |
| 62 673  | ↘54 198 | ↗54 486 | ↘54 243 | ↘54 234 | ↗54 343 | ↘53 919 |
| 2017    | 2018    | 2019    | 2020    | 2021    | 2023    | 2025    |
| ↘53 873 | ↘53 158 | ↘52 150 | ↘50 874 | ↗56 617 | ↘56 117 | ↘55 794 |

## Достопримечательности
На территории МО располагаются парковая зона отдыха «Яблоневый сад».
Яблоневый сад — отдельная страница истории и современной жизни МО «Купчино». Сад основан в 50-х года XX века, создан по уникальной технологии выращивания плодовых деревьев на болотистой почве на искусственных земляных валах на территории совхоза «Ударник». Сад пользуется огромной любовью всех жителей. Символическую яблоню этого сада Муниципальный совет МО «Купчино» изобразил на своей официальной печати.
Научно-исследовательский институт скорой помощи им. И. И. Джанелидзе — расположенный в доме 3/5 по Будапештской улице крупнейший стационар экстренной медицинской помощи в Петербурге.
Памятный камень, посвящённый жителям Фрунзенского района, участвовавшим в ликвидации последствий аварии на Чернобыльской АЭС. Установлен в 2011 году в сквере около пересечения улиц Турку, Будапештской и Белы Куна.

## Инфраструктура
На территории внутригородского муниципального образования расположены:

### Образовательные учреждения
- средняя общеобразовательная школа № 311 с углубленным изучением физики;
- средняя общеобразовательная школа № 213 с углубленным изучением английского языка;
- среднее общеобразовательное учреждение лицей № 226;
- средняя общеобразовательная школа № 292 с углубленным изучением математики;
- средняя общеобразовательная школа № 202;
- среднее общеобразовательное учреждение лицей № 299;
- образовательное учреждение дополнительного образования детей Дворец детского (юношеского) творчества Фрунзенского района Санкт-Петербурга[19];
- Санкт-Петербургский социальный техникум Российской академии народного хозяйства и государственной службы при президенте Российской Федерации Северо-Западного института управления[20].

### Медицинские учреждения
- СПб ГБУЗ «Городская поликлиника № 44», включает в себя поликлиническое отделение № 44 для обслуживания взрослого населения, отдельно расположенные детское поликлиническое отделение № 41 и женскую консультацию № 19[21];
- НИИ скорой помощи им. И. И. Джанелидзе[17].

## Транспорт
На территории муниципального образования расположена станция метрополитена  «Международная».

### Маршруты наземного транспорта
Через МО Купчино проходят следующие маршруты общественного транспорта:

#### Автобус
Бухарестская улица: № 54, № 5М , № 56;

Будапештская улица: № 31, № 59, № 74, № 159; 

улица Турку: № 12, № 29. № 31, № 95; 

Белградская улица: № 12, № 29, № 95, № 159; 

проспект Славы: № 11, № 31, № 59, № 114, № 116, № 141.

#### Троллейбус
Будапештская улица: № 35, № 36, № 39;

проспект Славы: № 26, № 27, № 29, № 35.

#### Трамвай
Бухарестская улица: № 25, № 43, № 45, № 49.